# Фельфнер Артур Сергійович
Артур Сергійович Фельфнер (нар. 17 жовтня 2003) — український легкоатлет, який спеціалізується на метанні списа.
На національних змаганнях представляє Київську область.
Тренується під керівництвом В'ячеслава Римка.

## Спортивні досягнення
Чемпіон світу серед юніорів у метанні списа (2022).
Срібний призер чемпіонату світу серед юніорів у метанні списа (2021).
Чемпіон Європи серед юніорів у метанні списа (2021).
Бронзовий призер Європейського юнацького олімпійського фестивалю у метанні списа (2019).
Чемпіон Асоціації Балканських легкоатлетичних федерацій серед юніорів у метанні списа (2020).
Зимовий чемпіон України серед молоді у метанні списа (2021).
Чемпіон України серед юніорів (2020, 2021) та зимовий чемпіон України серед юніорів (2021) у метанні списа.
Чемпіон України серед юнаків (2019) та зимовий чемпіон України серед юнаків (2019, 2020) у метанні списа.

### Рекорди
9 червня 2022 на змаганнях у Шаморіні метнув спис на 84,32 м, оновивши молодіжний та юніорський рекорди України. Цей результат став другим в історії європейської та четвертим в історії світової юніорської легкої атлетики.

## Виступи на основних міжнародних змаганнях
| Рік  | Чемпіонат                                    | Місце проведення   | Місце    | Результат     |
| ---- | -------------------------------------------- | ------------------ | -------- | ------------- |
| 2019 | Європейський юнацький олімпійський фестиваль | Баку, Азербайджан  | 3        | 73,14 м       |
| 2021 | Чемпіонат Європи серед юніорів               | Таллінн, Естонія   | 1        | 78,41 м       |
| 2021 | Чемпіонат світу серед юніорів                | Найробі, Кенія     | 2        | 76,32 м       |
| 2022 | Чемпіонат світу серед юніорів                | Калі, Колумбія     | 1        | 79,36 м       |
| 2022 | Чемпіонат Європи                             | Мюнхен, Німеччина  | 15 (кв.) | 76,06 м       |
| 2023 | Європейські ігри                             | Краків, Польща     | 3        | 82,24 м SB    |
| 2023 | Чемпіонат Європи серед молоді                | Еспоо, Фінляндія   | 1        | 83,04 м NU23L |
| 2023 | Чемпіонат світу                              | Будапешт, Угорщина | 32 (кв.) | 73,94 м       |
| 2024 | Чемпіонат Європи                             | Рим, Італія        | 8        | 81,38 м       |
| 2024 | Олімпійські ігри                             | Париж, Франція     | 15 (кв.) | 81,84 м       |
| 2025 | Чемпіонат Європи серед молоді                | Берген, Норвегія   | 1        | 81,14 м       |

## Визнання
- Переможець в номінації «Зірка, яка сходить» Федерації легкої атлетики України (2021)[9]

## Державні нагороди
- Медаль «За працю і звитягу» (7 вересня 2023) — За досягнення високих спортивних результатів на ІІІ Європейських іграх у м.Кракові (Республіка Польща), виявлені самовідданість та волю до перемоги, піднесення міжнародного авторитету України.[10]